# Japansk konst under Momoyamaperioden
I början av Momoyama- eller Azuchiperioden (1573–1603) försökte en följd av militära ledare som Oda Nobunaga, Toyotomi Hideyoshi och Tokugawa Ieyasu bringa ett slut på den period på nästan hundra år av oavbrutet krigande.

## Arkitektur

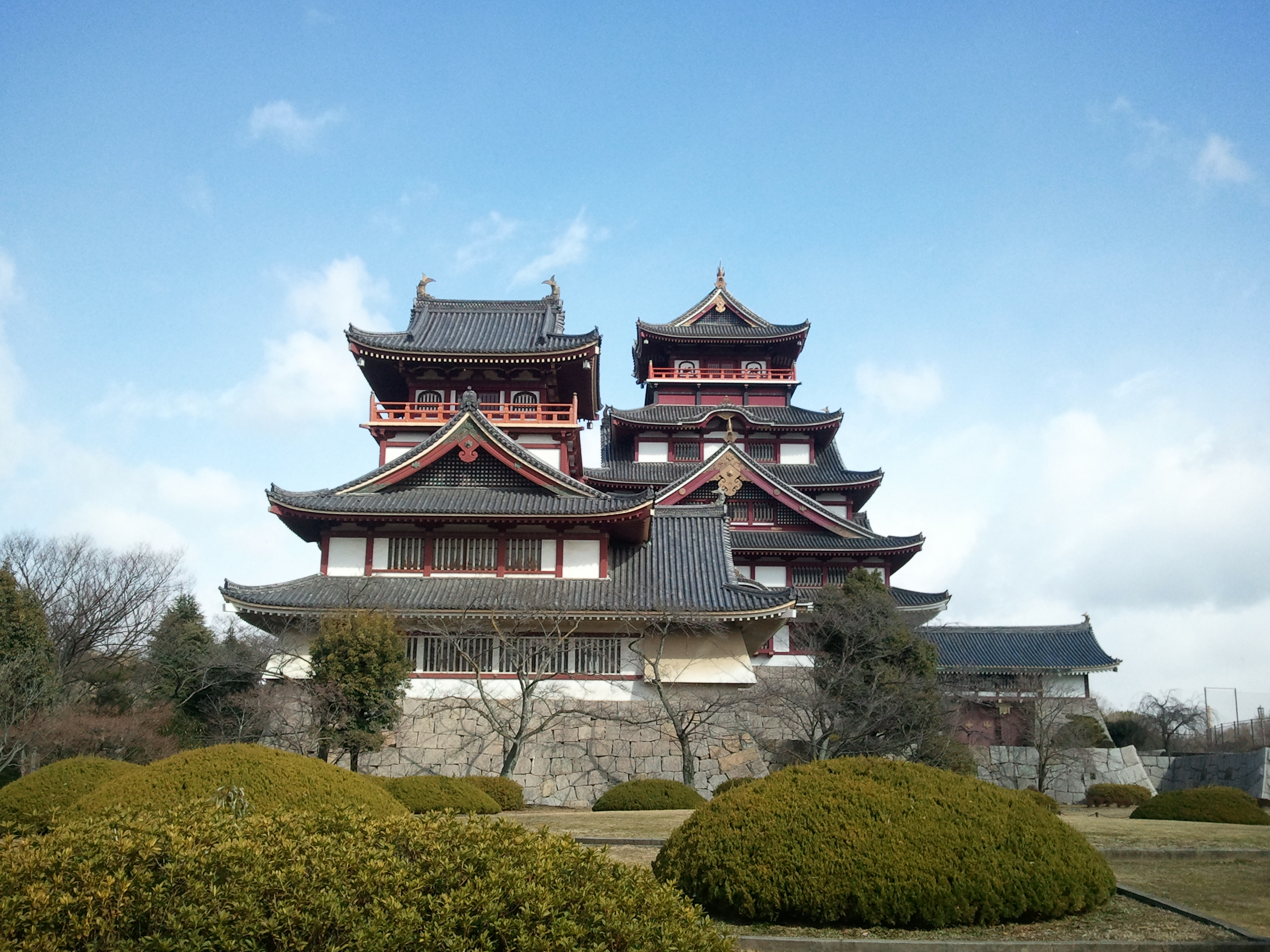
Fushimi/Momoyama-borgen.
Nutida rekonstruktion av originalet från 1594.

Två nya byggnadstyper tillkom under perioden till följd av alla krig:
- borgen, som inhyste feodalherrarna och deras soldater under orostider, och
- shoin, en audienssal med tillhörande studierum avsett att avspegla relationen mellan herre och vasall.

På Nijōslottet i Kyoto från 1600-talet finns ett klassiskt exempel på en shoin, med sin tokonoma (alkov), sin typiska shoinfönster mot den omsorgsfullt anlagda trädgården och sina tydligt avskilda avdelningar för feodalherren respektive vasallerna.

## Måleri

Karajishi (Kinesiska lejon, väktarlejon)
Kanō Eitoku (1500-tal)
224 x 452 cm
Tusch, färg och bladguld på papper (byōbu, vikvägg)
Ett av få kvarvarande verk bekräftade som Eitokus.

Den mest betydelsefulla skolan inom måleriet under denna period var Kanoskolan. Kanō Eitoku utvecklade i en serie landskapsscener ett färgintensivt måleri som passade samurajernas smak. Han är framför allt känd för sina stora dekorativa målningar på guldgrund, vilka han utförde på dörrar och skärmar i palats och tempel.
Hasegawa Tohaku utvecklade samtidigt ett helt annat måleri. Hans sex skärmar breda tuschmålningar Tallar, idag på Tokyos nationalmuseum, är förmodligen ett av de främsta verken som utförts i detta medium.
| TallarHasegawa Tōhaku (före 1600)Tusch på papper (byōbu, vikvägg). Var del mäter 156,8 x 356,0 cm.   |  | TallarHasegawa Tōhaku (före 1600)Tusch på papper (byōbu, vikvägg). Var del mäter 156,8 x 356,0 cm. |
| Tallar Hasegawa Tōhaku (före 1600) Tusch på papper (byōbu, vikvägg). Var del mäter 156,8 x 356,0 cm. |  | |